# Rio Cârciuma
O Rio Cârciuma é um rio da Romênia, afluente do Olt, localizado no distrito de Vâlcea.